# Bahr Aouk
Bahr Aouk är ett vattendrag på gränsen mellan Centralafrikanska republiken och Tchad, ett biflöde till Chari. En del av källorna är i Sudan.